# 지바 주오 버스
지바 주오 버스 주식회사(일본어: 千葉中央バス株式会社, 영어: Chiba Chuo Bus Co.,LTD.)는 일본 지바시 미도리구에 본사를 둔 버스 업체이다.

## 연혁
- 1935년 12월 31일: 회사 설립